# 上海公交115路
115路是上海市的一条公交线路，由松花江路延吉东路至平江小區。

## 线路基本资料

### 线路走向
上行：松花江路延吉东路经延吉东路、延吉中路、延吉西路、江浦路、抚顺路、铁岭路、彰武路、四平路、赤峰路、中山北一路、中山北路、西藏北路、中兴路、交通路至交通西路。

下行：交通西路经中華新路、恆豐北路、中兴路、西藏北路、中山北路、中山北一路、玉田路、密云路、赤峰路、四平路、彰武路、铁岭路、抚顺路、江浦路、延吉西路、延吉中路、延吉东路至松花江路延吉东路。

### 沿途设站

#### 现行[2][註 10][註 11]
| 上行                 | 下行               |
| -------------------- | ------------------ |
| 松花江路延吉东路     | 平江小區           |
| 延吉东路松花江路     | 中興路恆豐北路     |
| 延吉东路安图路       | 上海火车站(北广场) |
| 延吉东路水丰路       | 中兴路长兴路       |
| 延吉东路隆昌路       | 中兴路共和新路     |
| 延吉中路双阳路       | 西藏北路芷江中路   |
| 延吉中路黄兴路       | 中山北路西宝兴路   |
| 延吉西路黄兴路       | 中山北一路花园路   |
| 江浦路延吉西路       | 中山北一路广中路   |
| 抚顺路铁岭路         | 玉田路中山北一路   |
| 同济大学             | 玉田路曲阳路       |
| 四平路赤峰路         | 赤峰路密云路       |
| 赤峰路密云路         | 赤峰路四平路       |
| 赤峰路曲阳路         | 同济大学           |
| 赤峰路中山北一路     | 铁岭路抚顺路       |
| 中山北一路广中路     | 江浦路延吉西路     |
| 中山北一路花园路     | 延吉西路黄兴路     |
| 中山北一路同心路     | 延吉中路双阳路     |
| 中山北路西宝兴路     | 延吉中路隆昌路     |
| 西藏北路中山北路     | 延吉东路水丰路     |
| 中兴路共和新路       | 延吉东路安图路     |
| 上海火車站（中興路） | 延吉东路松花江路   |
| 平江小區             | 松花江路延吉东路   |

#### 原115路线路[註 12]
| 上行                   | 下行                   |
| ---------------------- | ---------------------- |
| 延吉东路靖宇东路       | 上海火车站北广场       |
| 安图路靖宇东路         | 中兴路长兴路           |
| 靖宇东路营口路         | 中兴路西藏北路         |
| 靖宇中路永吉路         | 西藏北路芷江西路       |
| 江浦路抚顺路           | 中山北路西宝兴路       |
| 抚顺路铁岭路           | 中山北一路花园路       |
| 四平路彰武路(同济大学) | 中山北一路广中路       |
| 赤峰路四平路(巴士一汽) | 玉田路中山北一路       |
| 赤峰路密云路           | 玉田路曲阳路           |
| 赤峰路曲阳路           | 赤峰路密云路           |
| 赤峰路中山北一路       | 赤峰路四平路(巴士一汽) |
| 中山北一路广中路       | 四平路彰武路(同济大学) |
| 中山北一路花园路       | 铁岭路抚顺路           |
| 中山北一路同心路       | 江浦路抚顺路           |
| 中山北路西宝兴路       | 延吉西路黄兴路         |
| 西藏北路芷江西路       | 延吉中路双阳路         |
| 中兴路共和新路         | 靖宇中路永吉路         |
| 上海火车站北广场       | 靖宇东路营口路         |
|                        | 靖宇东路安图路         |
|                        | 延吉东路靖宇东路       |

### 途径区域
上海火车站、虹口足球场、同济大学

## 歷史
1991年11月23日早上6点多，一辆115路在中山北一路与大货车相撞。车辆油箱燃烧起火。售票员孟丽昭舍己救乘客，身受重伤。
115路原先終點站位於上海火車站（北廣場），自2020年8月22日起，线路終點站從上海火車站（北廣場）延伸至平江小区。